# Le Bignon-Mirabeau
Le Bignon-Mirabeau ist eine französische Gemeinde mit 307 Einwohnern (Stand: 1. Januar 2022) im Département Loiret in der Region Centre-Val de Loire. Le Bignon-Mirabeau gehört zum Arrondissement Montargis und zum Kanton Courtenay. Die Einwohner werden Bignonais genannt.

## Geographie
Le Bignon-Mirabeau liegt etwa 78 Kilometer ostnordöstlich von Orléans in der Landschaft Gâtinais am Betz. Umgeben wird Le Bignon-Mirabeau von den Nachbargemeinden Égreville im Norden und Nordwesten, Jouy im Nordosten, Bazoches-sur-le-Betz im Osten und Südosten, Rozoy-le-Vieil im Süden, Pers-en-Gâtinais im Süden und Südwesten sowie Chevry-sous-le-Bignon im Westen.

## Bevölkerungsentwicklung
| Jahr                       | 1962 | 1968 | 1975 | 1982 | 1990 | 1999 | 2006 | 2018 |
| Einwohner                  | 240  | 236  | 178  | 198  | 197  | 261  | 261  | 320  |
| Quellen: Cassini und INSEE |      |      |      |      |      |      |      |      |

## Sehenswürdigkeiten
- Kirche Saint-Jean-Baptiste aus dem 16. Jahrhundert
- Schloss Bignon aus dem Jahre 1883, am Platz des früheren Schlosses Mirabeau errichtet, das im 17. Jahrhundert errichtet und im 19. Jahrhundert zerstört wurde

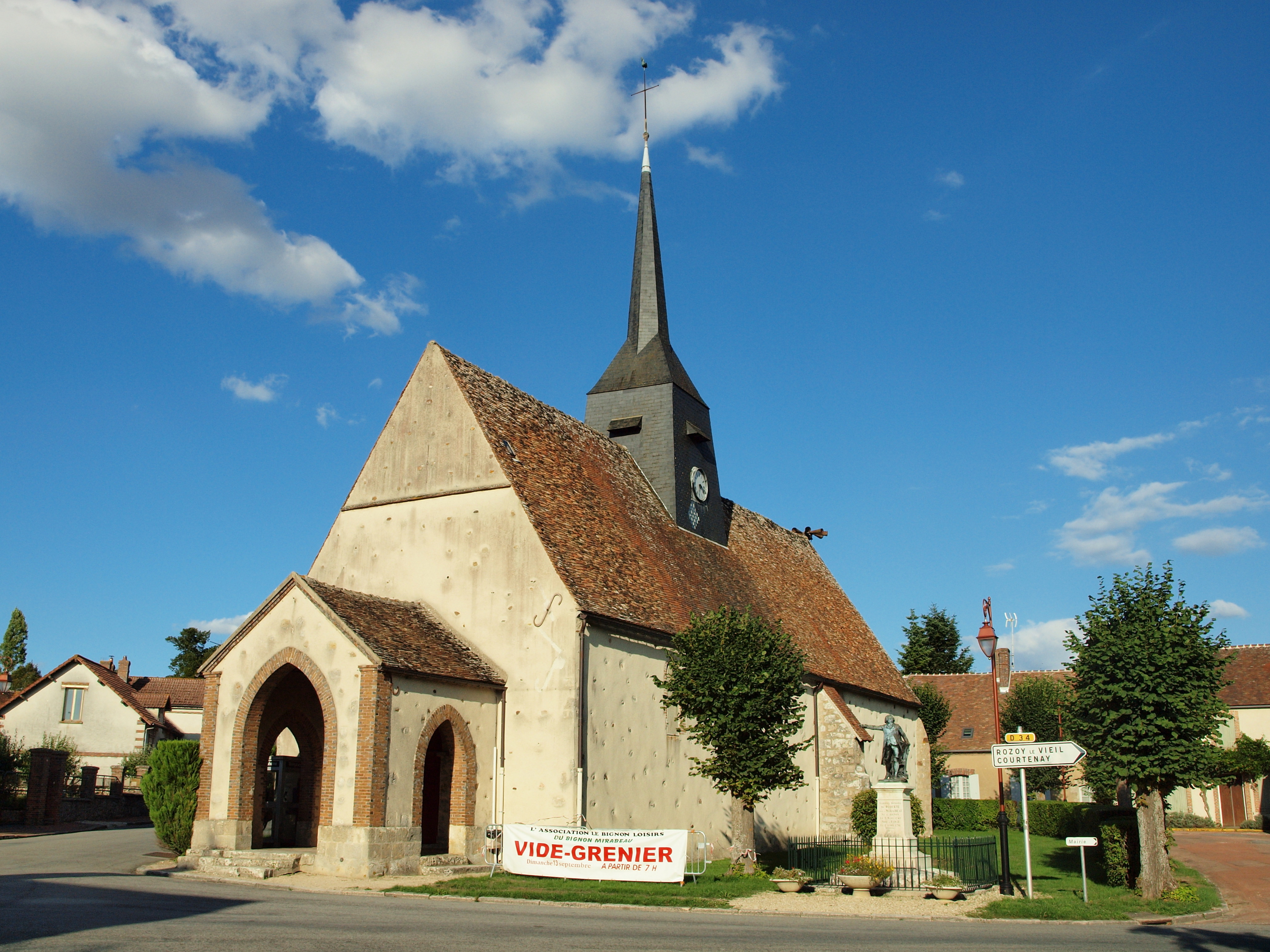
Kirche Saint-Jean-Baptiste

## Persönlichkeiten
- Honoré Gabriel de Riqueti, comte de Mirabeau (1749–1791), Politiker und Schriftsteller
- Arthur O’Connor (1763–1852), irischer General und Politiker, hier gestorben